# Deinacrida pluvialis
Deinacrida pluvialis is een rechtvleugelig insect uit de familie Anostostomatidae. De wetenschappelijke naam van deze soort is voor het eerst geldig gepubliceerd in 1999 door Gibbs.